# Servant (banda)
'The Servant' ou simplesmente 'Servant' foi uma banda canadense de Rock cristão atuante anos 70 e 80. A banda foi fundada em 1976 pelo evangelista Jim Palosaari em Victoria (Colúmbia Britânica) e realizava shows em toda a América do Norte, Europa e Austrália. Originalmente chamada "Higher Ground", o grupo rapidamente mudou seu nome para "The Servant". Eles eram conhecidos por impulsionar a igreja cristã de se arrepender e voltar para a justiça social e cuidar dos pobres. Os Shows do The Servant era como uma grande festa no evento. A banda era conhecida por incorporar comédia no palco. The Servant foi também o primeiro grupo de rock cristão a usar luzes laser, tubos de chamas, fogos de artifício e máquinas de nevoeiro.
No início de 1980, alguns críticos consideraram a performance da banda muito estridente para os padrões cristãos. No entanto, a missão de Servant era justamente alcançar o público que não se sentia tão confortável em prédios de igrejas. Se afastando das letras de louvor congregacional de fácil audição e apostando no rock, a banda abordou letras que refletiam a subcultura cristã comum, apresentando elementos de protesto social e crítica em suas músicas.
Em julho de 2011, após mais de 23 anos após o fim da banda, o grupo se reuniu para realizar um concerto único no Cornerstone Festival.

## Membros
- Sandie Brock:  Vocalista
- Bob Hardy: Vocalista (1979–1984)
- Bruce Wright: Guitarra, backing vocals 1977-1985)
- Owen Brock: Guitarra rítmica, backing vocals
- Rob Martens: Baixo, backing vocals
- David Holmes: Bateria, backing vocals (também vocalista principal nos primeiros álbuns)
- Matt Spransy: teclados (1981–1986)
- Eric Odell: Vocalista, Violão, 12-string Electric (1984–1986)
- Tim Spransy: Guitarra (1985–1987)
- Sam (Evan) Evans: Bateria, backing vocals (1985–1988)

## Discografia
- Shallow Water (1979), Tunesmith
- Rockin' Revival (1981), Tunesmith
- Remix (1981), Horizon  (álbum demo, rejeitado por todos os membros da banda devido a má qualidade da gravação).
- World of Sand (1982), Rooftop Records
- Caught in the Act of Loving Him (1983), Rooftop Records
- Light Maneuvers (1984), Myrrh Records
- Swimming in a Human Ocean (1985), Myrrh Records